# Frédérique Bangué
Pour les articles homonymes, voir Bangué (homonymie).
Frédérique Bangué, née le 31 décembre 1976 à Lyon, est une ancienne athlète française, spécialiste des épreuves de sprint. 

## Carrière sportive
Frédérique Bangué se tourne vers le sprint, étant jeune, en raison de son aptitude physique.  
Elle comptabilise plus de 50 sélections en équipe de France d'athlétisme, et 2 participations aux Jeux Olympiques. Le 16 février 1997, elle bat le record de France du 60 mètres.  
Elle a été également multiple championne de France de la discipline.  

## Reconversion

### Journalisme
Frédérique Bangué travaille ensuite pendant 10 ans comme animatrice, co-animatrice, chroniqueuse et chargée de production pour des médias français (RMC, Canal +, M6, France 4…). Elle a connu les studios de M6 (pour Morning Live), de Fun TV et de Canal+.
Elle fit partie du trio d'animateurs, avec Alexandre Delpérier et Guy Kédia, de DKP (une des émissions phares de la radio RMC Info sur la tranche 16 h-18 h) jusqu'au 31 juillet 2006. Elle est régulièrement invitée à cette émission depuis Janvier 2007 tous les vendredis.  
Elle présentait également tous les dimanches avec Patrick Montel sur France 4 le magazine omnisports Soyons sport ! (émission supprimée en mai 2007).
En 2006, elle assura avec Jean-Pascal Lacoste le commentaire français du jeu télévisé japonais Viking sur la chaîne JET. Elle assurait également pendant 2 heures, le samedi et le dimanche, la présentation du People Show sur cette même chaîne jusqu'au 29 juin 2007. 
En 2010, elle présente avec des chroniqueurs comme Rost ou Rémy N'Gono, La vraie émission, le mercredi, le jeudi et le vendredi à 12h30 sur la chaîne de télévision panafricaine, 3A Télésud.
En octobre 2010, elle décide de remettre les pointes et retrouve la piste sous les ordres de Guy Ontanon. Sa priorité : réaliser un documentaire sur la reconversion des sportifs de haut niveau et démontrer ses qualités de journaliste. Apparaîtront dans ce documentaire Yannick Noah, Alain Prost, Marie-José Pérec et bien d'autres grands champions.
En 2011, elle est chroniqueuse sur TPMP sur France 4.
Depuis juin 2017, elle développe Salto : un projet de magazine de sport, d'informations et de conseils sur le rôle des parents dans la pratique sportive de leurs enfants.

### Activités publiques et engagements
Elle travaille depuis septembre 2017 comme bénévole pour la République En Marche Haute-Savoie en tant que responsable des relations avec la presse.

## Palmarès
- 3e sur le 60 m du Championnat du Monde Indoor à Paris en 1997
- 2e sur le 60 m du Championnat d'Europe Indoor à Valence en 1998
- Championne d'Europe du 4 × 100 m à Budapest en 1998
- 2e place du 4 × 100 m au Championnat du Monde à Edmonton en 2001
- Championne de France du 100 m en 1997,1998 et 2001
- Vice-championne de France du 100 m en 1995

### Records
| Épreuves  | Épreuves  | Temps   | Lieu      | Date            |
| --------- | --------- | ------- | --------- | --------------- |
| 60 m      | En salle  | 7 s 11  | Liévin    | 16 février 1997 |
| 100 m     | Plein air | 11 s 16 | Montauban | 5 août 1998     |
| 4 × 100 m | Plein air | 42 s 39 | Edmonton  | 11 août 2001    |